# Socha Panny Marie (Velká Bukovina)
Socha Panny Marie stojí na návsi ve Velké Bukovině, části obce Chvalkovice v okrese Náchod. Socha, chráněná jako kulturní památka, byla zapsána do seznamu památek před rokem 1988. Národní památkový ústav tuto sochu uvádí v katalogu památek pod rejstříkovým číslem ÚSKP 13796/6-1626. Autorem sochy je vrcholně barokní sochař Jiří František Pacák.

## Historie
Barokní sousoší Panny Marie Vítězné s Ježíškem v náručí stojí na návsi ve Velké Bukovině před čp. 9. První zmínka o soše, původně stojící v Betlémě, je již 6. října 1731 ve vyúčtování Matyáše Bernarda Brauna. Musela tedy být zhotovena před tímto rokem. Z původního umístění byla přenesena do Bokouše, tehdy známého pod názvem Hubertovo údolí, Hubertův les, Mariánské údolí nebo Stříbrná studnice. V tomto údolí bylo celkem sedm plastik, z nichž se dochovala jen tato, uváděná jako „Matka krásného milování, bázně boží, poznání, a svaté naděje" (podle původního německého nápisu na soklu s velkým šporkovským erbem). Do Velké Bukoviny byla přenesena roku 1742, jak o tom svědčí zápis o jejím zřízení. Na soklu je poznámka o první renovaci v roce 1850. Další restaurování bylo provedeno v roce 1977. Poslední renovaci provedl v létě 1995 Antonín Wagner.

## Popis
Sokl z hrubozrnného pískovce je třídílný, bohatě členěný. Na průčelní straně segmentového tvaru je erb Františka Antonína Šporka. Horní část soklu je převýšená a doplněná na předních i postranních částech plastikami andílků. Panna Maria v životní velikosti je umístěna na kouli, k níž jsou přikomponovány hlavy andílků a v přední části had s jablkem.